# اس‌تی‌اس-۱۲۵
اس‌تی‌اس-۱۲۵ (به انگلیسی: STS-125) چهارمین و آخرین ماموریت تعمیر تلسکوپ فضایی هابل بود.
این ماموریت با پرواز شاتل فضایی فضاپیمای آتلانتیس انجام شد.